# Cryptobotanique

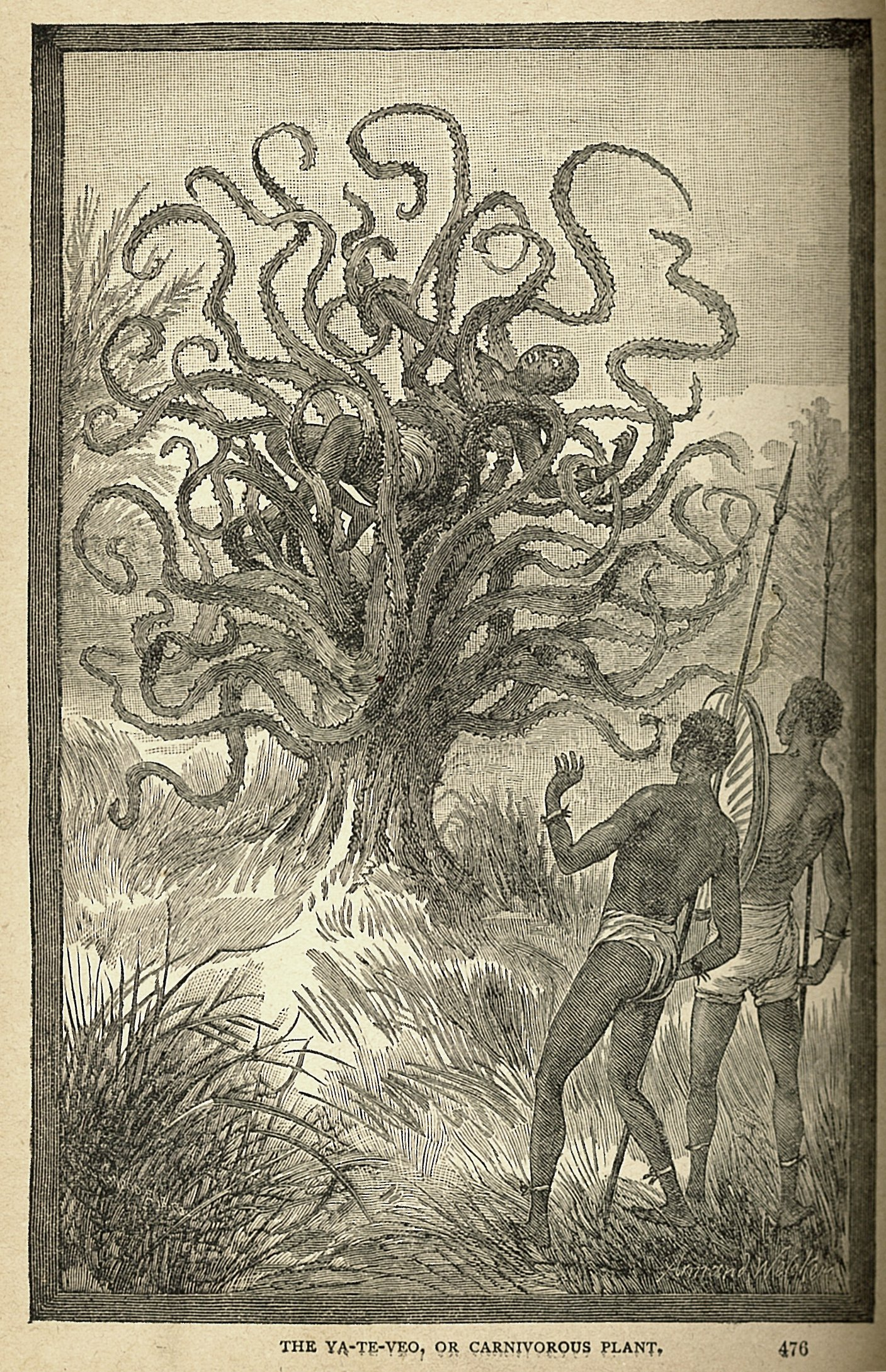
Représentation d'un d'Amérique centrale.

La cryptobotanique est l'étude de plantes exotiques dont l'existence n'a pas été validée par la communauté scientifique, alors qu'elles sont décrites dans des mythes, dans la littérature ou des signalements anciens non confirmés.